# Корабль-призрак (фильм, 2002)
«Корабль-призрак» (англ. Ghost Ship) — американский фильм ужасов о сверхъестественном, поставленный режиссёром Стивом Беком. Главные роли сыграли Гэбриэл Бирн, Джулианна Маргулис и Десмонд Харрингтон.
Премьера фильма состоялась в США и Канаде 25 октября 2002 года.

## Сюжет
21 мая 1962 года. Итальянский пассажирский лайнер «Антония Граца» (англ. «Antonia Graza»), символ послевоенной роскоши, рассекает воды Атлантики, на его борту свыше 1100 человек. На борту лайнера праздник, певица Франческа исполняет красивую песню о любви на итальянском языке, пассажиры танцуют медленный танец. Девочка Кэти играет с буквенной игрушкой, к ней подходит стюард и из букв Кэти составляет фразу: «Мне очень скучно» (англ. I am so bored). К ней подходит капитан лайнера и приглашает на танец. На фоне танцующих пассажиров появляется рука, нажимающая на рычаг лебёдки. Стальной трос, натянутый вокруг носовой палубы, где танцуют люди, начинает наматываться на катушку. От сильного натяжения трос разрывает крепления и резко движется через палубу сквозь танцующую толпу. На несколько секунд пассажиры замирают, падает перерезанный тросом бокал, течёт кровь, люди в прямом смысле разваливаются на части по всей палубе. Невысокая Кэти стоит в обнимку с капитаном, смотрит на него и видит, как у него отваливается голова выше нижней челюсти. Девочка тяжело дышит, и её пронзительный крик разрывает мёртвую тишину…
2002 год. Спасательная команда с буксира «Арктический воин» (англ. The Arctic Warrior) доставляет в порт плавучую нефтяную платформу, получившую пробоину. В портовом кабаке, где члены команды буксира празднуют своё возвращение после 6 месяцев в море, к ним подходит некий Джек Ферриман. Он представляется пилотом канадской метеослужбы и рассказывает команде, что, совершая патрульный полёт над заливом Маккензи, он обнаружил большой корабль, который дрейфовал по течению и не отвечал на радиосигналы. Команда заинтересовалась этим сообщением. Капитан Мёрфи, его компаньонка Эппс, помощник капитана Грир, механик Сантос и двое подводников Додж и Мандер отправляются на поиски таинственного корабля (вместе с Джеком) и бурной штормовой ночью они в прямом смысле натыкаются на него. Это итальянский лайнер «Антония Граца», пропавший 40 лет назад при загадочных обстоятельствах (причём лайнер за 40 лет весь покрылся ржавчиной, спасательные шлюпки исчезли, а оба якоря срезаны).
Члены команды «Арктического воина» поднимаются на борт и обследуют все палубы, чтобы понять, что случилось с кораблём. У них перестаёт работать радиосвязь, им слышатся странные голоса, смех и музыка. Внезапно под ногами Мандера проваливается пол, но Эппс успевает схватить его за руку. Пока Мандера вытаскивают наверх, Эппс замечает сквозь пролом призрак Кэти, которая стоит на нижней палубе и смотрит на неё. В следующий миг она исчезает и Эппс думает, что та ей лишь почудилась.
Продолжая исследование лайнера, Мёрфи и его команда убеждаются, что на лайнере уже побывали до них, и не раз — об этом говорят электронные часы в рулевой рубке, появившиеся после 1962 года, а также груда трупов месячной давности, обнаруженная Эппс и Джеком в прачечной. Следующая находка оказывается ещё более невероятной — несколько ящиков с золотыми слитками. Мёрфи приказывает перегрузить золото на буксир, чтобы забрать его с собой. Однако прежде чем начинается погрузка, на газовом баллоне в рубке «Арктического воина» сам собой открывается вентиль. В этот момент Эппс опять видит Кэти, которая бежит по палубе и кричит, чтобы они не заводили мотор. Однако уже поздно: раздаётся страшный взрыв, в результате которого буксир уничтожен и затонул, а Сантос погибает. Команда уже не может покинуть «Антонию», и у них остаётся только одна возможность спастись — заделать пробоины в днище корабля, чтобы он мог держаться на плаву, выкачать из него воду и попытаться починить двигатель.
На «Антония Граца» продолжают твориться ужасы: бассейн заполняется водой, смешанной с кровью, в которой плавают тела; консервы с камбуза превращаются в массу личинок; призрачная певица Франческа заманивает подвыпившего Грира в ловушку и он падает на острые концы стального троса, которые пронзают его тело насквозь. В этот момент Франческа произносит: «Benvenuto a bordo!» (с итал. — «Добро пожаловать на борт!»), после чего её лицо становится старым и сморщенным.
Эппс, заинтересованная Кэти, находит её имя в списке пассажиров, идёт в её каюту и там обнаруживает мёртвое тело Кэти с петлёй на шее и её же привидение. Оно открывает Эппс правду: «Антония Граца» — ловушка, корабль-призрак, и все, кто на нём находятся, давно мертвы, но их души не могут покинуть лайнер, пока не будет собрано определённое их количество; после этого их всех «отвезут». Тут Кэти внезапно с криком исчезает, а Эппс торопится немедленно найти остальных членов команды, чтобы предупредить их об опасности.
Мёрфи в это время в капитанской каюте выпивает и беседует с призраком самого капитана «Антонии». От него он узнаёт, что за 2 дня до катастрофы на его корабль был поднят груз золота с затонувшего судна «Лорелея». Мёрфи спрашивает, спасся ли кто-нибудь с «Лорелеи»; капитан «Антонии» утвердительно кивает и подаёт Мёрфи фотокарточку, увидев которую, тот меняется в лице.
Выйдя из каюты капитана, Мёрфи сталкивается с призраком погибшего Сантоса, и тот нападает на него. В это время появляется Эппс, но Мёрфи видит вместо неё Сантоса и пытается её убить, но его вовремя оглушает Джек. Додж, Джек и Мандер помещают Мёрфи в пустой аквариум и вместе с Эппс обсуждают дальнейшие действия: она поручает им откачать воду из машинного отделения, а сама идёт искать Грира, но находит его уже мёртвым. В этот момент снова появляется Кэти и, взяв Эппс за руку, позволяет ей увидеть всё, что происходило на «Антония Граца» в тот роковой вечер 21 мая 1962 года — оказывается, бо́льшая часть экипажа лайнера во главе со старшим помощником решила прибрать всё золото себе. Чтобы избавиться от свидетелей, бунтовщики убивают всех пассажиров и остальных членов экипажа: часть из них была отравлена крысиным ядом во время ужина, остальные были разрублены тросом на носу корабля, расстреляны перед бассейном и зарезаны в собственных каютах; Кэти же была повешена. Затем старший помощник, не желая ни с кем делиться золотом, предательски расстреливает своих сообщников, после чего сам гибнет от руки Франчески, а ту, в свою очередь, убивает неизвестный человек. Убив Франческу, он поворачивается лицом к Эппс, и та узнаёт его — это Джек Ферриман. Эппс понимает, что они все угодили в хитроумно спланированную ловушку, и поспешно возвращается к Мёрфи, но обнаруживает, что он тоже мёртв, а аквариум заполнен водой. Из руки Мёрфи выскальзывает фотокарточка, которую ему дал капитан «Антонии» — на ней Джек Ферриман.
Затем во время откачки воды из машинного отделения погибает Мандер. Додж, находясь в рубке, стреляет в Джека, но тот оживает и уже в его образе спускается в машинный зал. Эппс остаётся на корабле наедине с Джеком. Приняв во время разговора снова свой облик, он признаётся ей, что является эмиссаром преисподней, а его задача — собирать «отмеченные» души, пока не будет выполнена некая «норма»; но если корабль затонет, прежде чем это произойдёт, его «руководители» будут недовольны. Он предлагает Эппс сделку: её жизнь в обмен на корабль, но Эппс отказывается, и, несмотря на яростное сопротивление Джека, ей удаётся привести в действие взрывное устройство, которое разносит Ферримана на части. Лайнер начинает погружаться на дно, но Кэти указывает Эппс путь из тонущего корабля наружу. Эппс всплывает на поверхность и видит, как освобождённые души жертв корабля-призрака, вырываясь из глубины, на фоне его погружения превращаются в огоньки и устремляются ввысь; среди них находится и душа Кэти.
В заключительной сцене фильма Эппс, которую подобрал оказавшийся поблизости пассажирский лайнер, санитары везут на каталке на берег. Бросив взгляд на лайнер, она видит, как несколько человек, одетые в форму стюардов, заносят на судно по трапу уже знакомые ящики с золотом. Двое замыкающих шествие стюардов очень похожи на её погибших товарищей, а за ними следует невредимый Джек Ферриман. Их взгляды встречаются, и Эппс в ужасе кричит: «Не-е-ет!». Двери автомобиля скорой помощи благодаря телекинезу Джека захлопываются.

## В ролях
| Актёр                | Роль                            |
| -------------------- | ------------------------------- |
| Гэбриэл Бирн         | Капитан Шон Мёрфи               |
| Джулианна Маргулис   | Морин Эппс                      |
| Десмонд Харрингтон   | Джек Ферриман                   |
| Исайя Вашингтон      | Грир                            |
| Алекс Димитриадес    | Сантос                          |
| Карл Урбан           | Мандер                          |
| Рон Элдард           | Додж                            |
| Эмили Браунинг       | Кэтрин (Кэти) Харвуд            |
| Франческа Реттондини | певица Франческа                |
| Боб Руггиеро         | капитан лайнера «Antonia Graza» |
| Борис Бркич          | старший помощник капитана       |
| Адам Бишар           | первый помощник капитана        |
| Кэмерон Уотт         | второй помощник капитана        |
| Яйн Гардинер         | эконом                          |
| Джэми Гидденс        | офицер                          |

## Производство

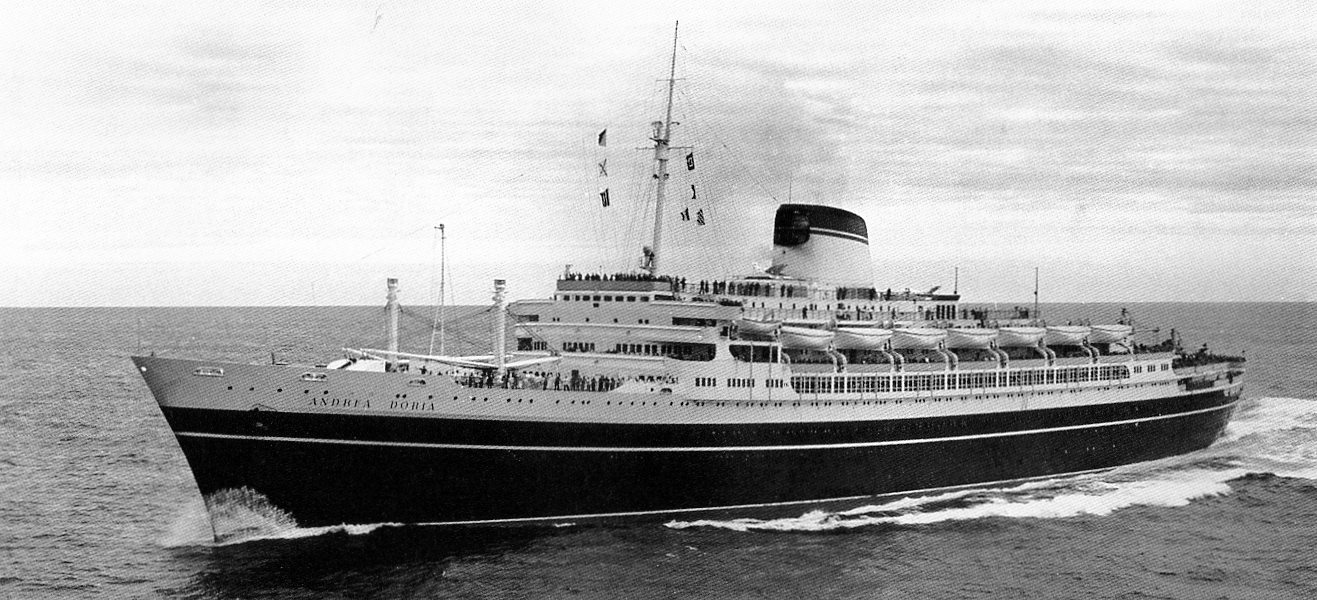
Лайнер «Андреа Дориа»

Фильм снимался в Квинсленде (Австралия). На Золотом побережье была построена специальная защитная сеть от акул, поскольку среди актеров не было ни одного желающего работать в одной воде с ними. Все визуальные эффекты для фильма были выполнены там же австралийской компанией Photon VFX.
Прототипом лайнера «Антония Граца» послужил итальянский трансатлантический лайнер «Андреа Дориа», затонувший после столкновения с лайнером «Стокгольм» у побережья Нью-Йорка. Для наружных съёмок судна была построена детально проработанная десятиметровая модель «Андреа Дориа» в масштабе 1:20, позволявшая совмещать киносъёмку с компьютерной графикой. Фотография тонущего пассажирского корабля, которую в фильме показывают капитану Мёрфи, также на самом деле принадлежит сильно накренившемуся после столкновения лайнеру «Андреа Дориа».

## Критика
Фильм получил в основном негативные отзывы критиков, но нашлись и те, кто остался довольным.
На сайте Rotten Tomatoes фильм имеет рейтинг 14 % на основе 124 рецензий со средним баллом 3,8 из 10. На сайте Metacritic фильм имеет оценку 28 из 100 на основе 25 рецензий критиков, что соответствует статусу «В целом неблагоприятные отзывы».
Роджер Эберт поставил фильму две звезды из четырёх, заметив, что, как фильм ужасов, он не показал ничего нового. В то же время критик отметил техническое исполнение фильма, резюмировав, что «он лучше, чем вы ожидаете, но не так хорош, как вы надеетесь».
Сайт Bloody Disgusting поставил сцену из фильма на 13-е место в списке «13 лучших убийств в истории фильмов ужасов».